# Isabella Scharf-Minichmair

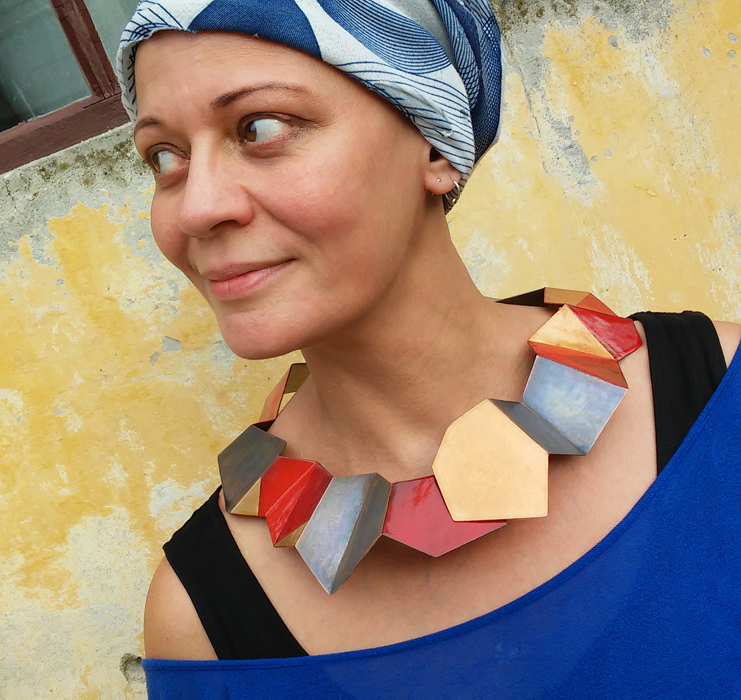
Isabella Scharf-Minichmair

Isabella Scharf-Minichmair (* 20. Juli 1971 in Kirchdorf an der Krems) ist eine österreichische bildende Künstlerin.
Sie forschte im Rahmen ihrer Promotion an der Universität für künstlerische und industrielle Gestaltung Linz in den Bereichen Gedächtnistheorie und Materialikonologie zum Begriff Die Spur. Ihre bildnerischen Werkserien sind bildhaft erzählend und aufbauend auf die Autonomie der Farbwirkung stark abstrahiert, ohne eine gegenständliche Hauptaussage zu verlassen. Aktuell arbeitet Scharf-Minichmair in ihrem Atelier auf Burg Altpernstein.

## Leben
Isabella Scharf-Minichmair (zeitweilig Isabella S. Minichmair) besuchte ab 1985 die HTL Steyr im Fachbereich Art und Design. Es folgte 1993 ein Studium der Malerei und Grafik an der Universität für künstlerische Gestaltung in Linz bei Eric Ess und Ursula Hübner. Scharf-Minichmair promovierte 2013, Zur Spurensicherung des Nikolaus Lang an der Kunstuniversität Linz und wurde vom Kulturwissenschaftler Thomas Macho betreut.
Im Zusammenhang mit ihrer Dissertation und materialikonologischen Fragestellungen erhielt sie 2010 ein Forschungsstipendium der Universität für künstlerische und industrielle Gestaltung, sowie eine Auszeichnung für Fotografie durch die Höpfner-Stiftung in Karlsruhe. 2015 wurde ihr ein Artist-in-Residence-Stipendium des Landes OÖ für das Egon Schiele Art Centrum in Krumau/Tschechien zuerkannt und 2017 für einen einmonatigen Arbeitsaufenthalt aus Schloss Weinberg. Seit 2015 arbeitet die Künstlerin in Zusammenarbeit mit der Glasmalerei Stift Schlierbach an architekturbezogenen Aufträgen in Glasfusing-Technik für den sakralen (Gedenkorte für Sternenkinder) und den öffentlichen Bereich. 2017 und 2018 folgten Einladungen zum „International-Hot-Enamel-Symposium“ in Kecskemét, Ungarn, wo sie 2018 für ihre Emaille-Bild-Serie zu Kaiser Maximilian I. ausgezeichnet wurde. 2019 erhielt sie eine Filmförderung des Landes OÖ für ihren Kurzfilm „Die Spur“.
Scharf-Minichmair ist Mitgründerin der Künstlergruppe KOBALT, die dem Kuchling-Kreis zugeordnet wird und des Künstlerkollektivs LAMAT, sowie des Linzer Fotolehrgangs Schule des Sehens, den sie in den ersten Jahren der Gründungsphase mit den Grundlagen zur visuellen Wahrnehmung, Bildanalyse und Kompositionslehre wesentlich mit gestaltete.
Sie ist Mitglied der IG-Bildende Kunst und seit 2005 ordentliches Mitglied der Fotografischen Gesellschaft Oberösterreich. Sie hat diese als Vorstandsmitglied und erste Obfrau mehrjährig geleitet sowie zahlreiche Ausstellungen in der ooe-fotogalerie im OÖ Kulturquartier kuratiert.
Sie gilt als Vertreterin der sogenannten Konkreten Fotografie. Eine Ausstellung zu diesem Genre wurde 2020 von der Universität Witten Herdecke in der Dr. Carl Dörken Galerie in Herdecke gezeigt. Vier Positionen der Konkreten Fotografie Gottfried Jäger, Karl Martin Holzhäuser, Walter Ebenhofer und Isabella S. Minichmair sowie Studierende widmeten sich der Frage, welche Aussagen konkrete Fotografien, die sich von denen der Realfotografie unterscheiden, heute treffen können.

## Künstlerisches Schaffen

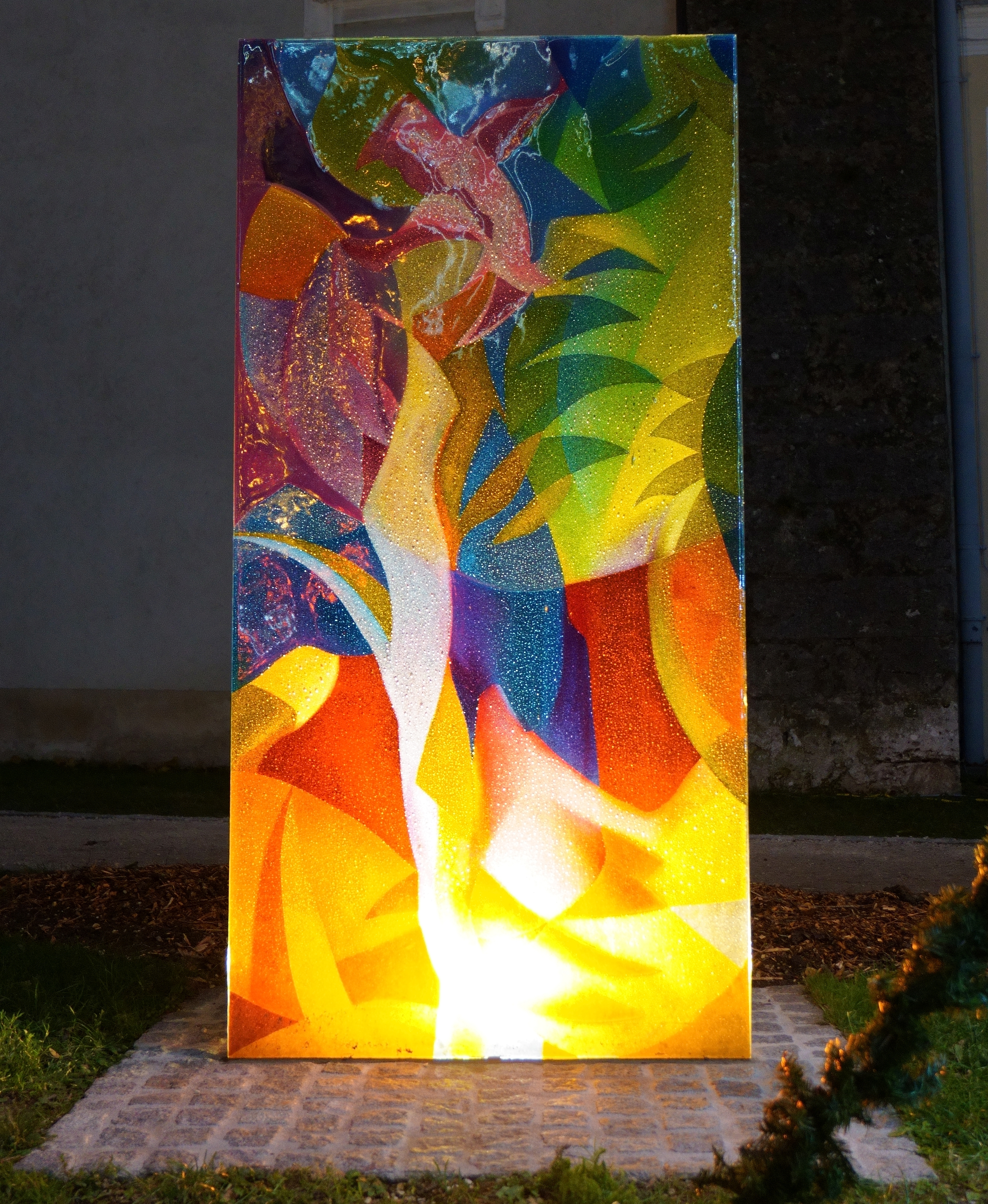
Glasstele Großzügigkeit, Pollheimer Park, Wels

Aufgewachsen im oberösterreichischen Voralpenland ließen frühe Kontakte mit Fotografie bald ein starkes Interesse an künstlerischen Gestaltungsfragen erkennen. Später, durch die Ausbildung im Fachbereich Art und Design an der HTL Steyr und einer umfassenden malerischen und grafischen Ausbildung an der Universität für künstlerische Gestaltung in Linz, festigte sich die Faszination vom Bild als Kommunikationsmittel und Ausdruck des Unbewussten. Die komplexen Beziehungen von Farbe und Form, Körper und Raum, Wirklichkeit und Fiktion sind seither Ausgangspunkt der künstlerischen Gestaltung. Inhaltlich bezieht sie sich auf die symbolische Sprache von Märchen-, Mythen und Traumdarstellungen als Spur des Kulturellen Gedächtnisses.
Seit 2021 arbeitet sie am Kunst- und Kulturvermittlungsprojekt AUSSICHTEN „Altes bewahren – Neues erfahren“ für Burg Altpernstein in Oberösterreich. Im Kontext der verschließend wirkenden Covid-19 Maßnahmen ist die Idee entstanden die Burg, sowie das dazugehörige Burgareal für zukünftige Kunst- und Kulturprojekte zu öffnen und deren Produktions-, Präsentations- und Vermittlungsformen neu zu denken. Zielsetzung ist, der zeitgenössischen Kunst und dem Publikum in und um das 1000 Jahre alte Gemäuer auf rund 900 m Seehöhe neue Aussichten auf Kunst zu geben und die bildnerische Praxis unter den derzeitigen Bedingungen zu sondieren. Seit 2021 arbeitet Scharf-Minichmair in ihrem Atelier auf Burg Altpernstein.
- Malerei

Die meist in kräftigen Konturen angelegten Alla-Prima-Malereien folgen der Autonomie der Farbauffassung. Ihren Schwerpunkt legt sie in Anlehnung an Alfred Hölzels Farbtheorie auf einen 12-teiligen chromatischen Farbenkreis, auf die Textur und die Dekonstruktion von Räumlichkeit. „Isabella Scharf-Minichmairs Kompositionen bestehen aus körperbezogenen "Kraftlinien", die sich intuitiv ausdrücken. Die Technik der Primamalerei bedarf Erfahrung und so präsentiert das Oeuvre die umfangreiche Kenntnis verschiedener Stilrichtungen und ein Erhören der eigenen inneren Stimme“, so die Kunsthistorikerin Marlene Elvira Steinz. Es zeigt eine intensive Auseinandersetzung mit den Ausdrucksformen der Klassischen Moderne, von Kubismus, Expressionismus und frühem abstrakten Expressionismus im Zusammenhang von Fragestellungen zur Funktion und Wirkweise des Kollektiven Gedächtnisses.
Die bewusste künstlerische Aneignung der erinnerten Vergangenheit zeichnet sich aus der Sicht der Künstlerin durch ihre identitätsstiftende Funktion aus. Besonders die Kunst eignet sich, durch die Wiederholung von spezifischen Bildinhalten und Präsentationsformen, die Inhalte des Kulturellen Gedächtnisses auf ihren gegenwärtigen Zweck hin zu befragen und zu modifizieren. Da sie im Gegensatz zum wissenschaftlichen Bereich im Prozess der Aneignung fiktive Elemente beifügen kann, ergeben sich aus klassischen Bildthemen neue bildhafte Erzählstrukturen und methodische Zugänge im Kontext aktueller Fragestellungen.
Aktuelle Beispiele sind die 2020 entstandene Serie und Ausstellungskonzeption „FREISTÜCK“, die sich in diesem Sinne auf tatsächliche und fiktive historische Ereignisse, ihre Mischformen und ihre thematische Aktualität bezieht.
Sowie die Serie „MAXIMILIAN I. - eine künstlerische Spurensicherung zwischen Geschichte und Gedächtnis“, die 2019 für die gleichnamige Sonderausstellung im Stadtmuseum-Minoriten Wels durch Scharf-Minichmair entwickelt, kuratiert und in Zusammenarbeit mit Künstlerkollegin Karin Zorn umgesetzt wurde.
Oder, die Grafikserie „PLANETENPATROUILLE - Landschaftsfiktionen zum medialen Einsatz von Satellitenbildern“, die in Anlehnung am gleichnamigen Artikel der Kulturgeographin Lisa Parks den manipulativen Einsatz von Bildern und die Notwendigkeit einer kritischen Medienkompetenz zur Diskussion stellt.
- Fotografie

Im Medium Fotografie ortet Scharf-Minichmair eine sichtbare Spur der Wechselwirkung zwischen den Gedächtnisformen und der Konstruktion von Identität. Aktuelle Beispiele sind die Serien TOTEM UND TRICKSTER, sowie "Die Stadt der verlorenen Zivilisation" und "Glaswork" (Kunstsammlung des Landes OÖ), die sich im Wesentlichen auf die identitätsstiftende Funktion von Erinnerung und Vorstellungskraft beziehen. Blickwechsel und die Bedeutungsverschiebung zwischen Geschichte, Zeitgeschehen, öffentlichem Diskurs und persönlichem Erleben lassen sich für Scharf-Minichmair am besten jenseits des bloßen Abbildens im Genre der Abstrakten oder der Konkreten Fotografie zum Ausdruck bringen. Ihre fotografischen Serien versteht sie als Spiegel von Sehgewohnheiten und Kollektivsymbolen.
- Glas und Emaille

Aus der malerischen und fotografischen Auseinandersetzung und der Forschung zur Materialikonologie entwickelte Scharf-Minichmair in Zusammenarbeit mit der Glasmalerei Stift Schlierbach seit 2015 im sakralen und öffentlichen Raum zum Thema „Trauer und Trost - Gedenkorte für stillgeborene Kinder“ (Sternenkinder) und eine architekturbezogene Fassadengestaltung in Glas für den Kindergarten der Gemeinde Waldneukirchen in Oberösterreich. 2017 und 2018 folgten Einladungen zum International Hot Enamel Symposium in Kecskemét, Ungarn. 2018 wurde ihre Emaille-Bildserie zu Kaiser MAXIMILIAN I. in Kecskemét ausgezeichnet.

## Ausstellungen (Auszug)
- Aussichten, Die Burg Altpernstein von 1450–1519, Gemeinschaftsausstellung Isabella Scharf-Minichmair, Karin Zorn und Linda Luse
- MAXIMILIAN I – Präsentation Gemeinschaftsprojekt Karin Zorn und Isabella Scharf-Minichmair, KOVALENKO MUSEUM KRASNODAR/RU (2020)
- That`s new – and needed, Kunstsammlung des Landes OÖ, Linz/AT (2020)[5]
- Kultur braucht Kunst! Sommerausstellung, Gemeinschaftsausstellung zeitgenössische Kunst in OÖ, Schlossmuseum Landes GMBH, Linz/AT (2020)[6]
- PHOTOGRA-WIE?- Walter Ebenhofer | Karl Martin Holzhäuser | Gottfried Jäger | Isabella S. Minichmair | und Studierende – Eine Kooperationsausstellung mit der Uni WITTEN-HERDECKE, NRW, DE (2020)[7]
- MAXIMILIAN I. – eine künstlerische Spurensuche zwischen Geschichte und Gedächtnis, Stadtmuseum-Minoriten Wels/AT (2019)[8]
- CORRESPONDENCE – Scharf-Minichmair, Hofstadler, Galerie Schloss Weinberg/AT (2019)[9]
- Collective Exhibition of HOT ENAMEL ART, Kapolna Galerie, Kecskemét, Hungary (2018/2017)
- ZWISCHEN TRAUM UND WIRKLICHKEIT-Club der Begegnung Dr. Ernst Koref-Stiftung im OÖ Kulturquartier (Landeskulturzentrum Ursulinenhof), Linz/AT (solo 2018)
- FABEL"haft, Kooperationsprojekt mit ARTIST IN RESIDENCE Oberösterreich / Die Kunstsammlung OÖ und Schloss Weinberg Dauerausstellung auf Schloss Weinberg/AT (solo 2017 und 2018)[10]
- Collective Exhibition, ELEMENTAL REALMS, New York / USA (2017)
- ERINNERUNGSRÄUME, Bildungshaus Schloss Puchberg bei Wels/AT (Solo 2016)
- Engel, Flugwesen und andere Merkwürdigkeiten/Gemeinschaftsausstellung ooe-fotogalerie/Linz/AT (2015)
- NACHTFLUG, Galerie der Moderne Stift Seitenstetten / NÖ/AT (Solo 2015)[11]
- KOBALT, Stadtgalerie Amthof Feldkirchen / K/AT (2015)
- Streetartproject UKRADENa Galerie, Krumau/CZ (solo 2015)
- MALEREI und GRAFIK, Galerie KONTUR, Wien/AT (solo 2013)
- DAS FARBENKLAVIER / ooe-fotogalerie – Im OÖ Kulturquartier Linz/AT (collective 2012)
- MALEREI und FOTOGRAFIE, Galerie NeunZenDorf, Ried im Tr./AT (solo 2012)
- AUSATMEN in der Studiogalerie der OÖ Kunstsammlung_Höhenrausch 2/OK – Offenes Kulturhaus OÖ/AT (collective 2011)
- MALEREI und GRAFIK, Galeriemuseum Treffen/AT (solo 2011)
- ETWAS ENTWICKELN, IHK Karlsruhe/D (collective 2010)
- ZEICHENZEIT (Isabella S. Minichmair und 4youreye) – Sound: Frame, Künstlerhaus Wien/AT (collective 2008)[12]
- INNERSCHAU (Isabella S. Minichmair, Hannelore Rauter, Elfi Koplinger), Schloss Ennsegg, Enns/AT (collective 2008)
- FARBKLANGFORMEN, KOBALT (Isabella S. Minichmair, Karin Zorn, Rosa Heger, Gabriele Dangl), Galerie der Moderne – Stift Seitenstetten/AT (collective 2006)
- ELEMENTarT, LAMAT, OÖ-Fotogalerie, im OÖ Kulturquartier, Linz/AT (collective 2005)
- LAMAT (Isabella S. Minichmair & Florian Keindl), Contact Europe III, Berlin/D (collective 2004)
- KOBALT (Isabella S. Minichmair, Karin Zorn, Rosa Heger, Gabriele Dangl) Studio Heimo Kuchling, Wien/AT (collective 2004)
- CONTACT EUROPE II, Cselley Mühle, Oslip/AT (collective 2003)
- IN DIE DINGE GEHEN I, Galerie La Papessa, Wien/AT (collective 2001)
- FARBE UND GLEICHNIS, Stift Kremsmünster (collectiv 1994)
- JSEM, Kepleruniversität Linz/AT (Solo 1992)